# Screaming Lord Sutch
Screaming Lord Sutch (ur. 10 listopada 1940 w Middlesex, zm. 16 czerwca 1999 w Londynie) – brytyjski muzyk rockandrollowy, wokalista – showman, samozwańczy arystokrata (Lord Sutch, 3. Earl Harrow), polityk – lider partii Official Monster Raving Loony Party.
Urodził się 10 listopada 1940 w Middlesex w Anglii pod nazwiskiem David Sutch, w latach 60. XX wieku zmienił oficjalnie nazwisko na Lord Sutch.
W 1960 roku rozpoczął karierę muzyczną z zespołem Screaming Lord Sutch and The Savages. Grupa przez niego kierowana grała covery znanych standardów rockandrollowych i własne kompozycje, stylistycznie nawiązujące do rock and rolla, często zbliżając się do stylu protopunk i groteski rockowej. Aczkolwiek zespół nigdy nie zyskał uznania krytyków ani miejsc na listach przebojów, stał się jednym z ciekawszych zjawisk lat 60. XX wieku dzięki humorystycznemu traktowaniu muzyki, a przede wszystkim scenicznym kreacjom i ekstrawaganckiemu sposobowi zachowania lidera. Lord Sutch występował np. z wielkimi bawolimi rogami na głowie lub gonił muzyków po scenie z siekierą. Był on też prawdopodobnie pierwszym muzykiem z długimi (ponad 50 cm) włosami. Sam Sutch będąc średnio uzdolnionym muzykiem, miał wyjątkową umiejętność doboru instrumentalistów, często stojących u progu gigantycznej sławy.
Obok kariery muzycznej, Lord Sutch prowadził równie barwną i ekstrawagancką karierę polityczną, na którą czerpał środki koncertując. Już w 1963 założył partię polityczną Teenage Party, przekształconą później w Official Monster Raving Loony Party – Oficjalną Potworną Partię Skończonych Świrów. Przez cały czas przewodniczył swojej partii, stając się najdłużej pozostającym na czele partii politykiem w Wielkiej Brytanii. Uczestniczył w ponad 40 wyborach do parlamentu, lecz bez powodzenia. Sloganem wyborczym jego partii było: Vote for insanity – you know it makes sense (głosuj na szaleństwo – wiesz, że to ma sens). Oprócz postulatów takich jak zakazanie stycznia i lutego, aby skrócić zimę, program jego partii zawierał także bardziej rozsądne pomysły, jak paszporty dla zwierząt domowych (wprowadzone później w zmodyfikowanej formie przez rząd brytyjski).
Lord Sutch popełnił samobójstwo 16 czerwca 1999 w Londynie, prawdopodobnie w związku z depresją.
W grupie Lorda Sutcha grali między innymi:
- Jeff Beck – gitara (kariera solowa)
- Jimmy Page – gitara (Led Zeppelin)
- John Bonham – perkusja (Led Zeppelin)
- Ritchie Blackmore – gitara (Deep Purple i kariera solowa)
- Keith Moon – perkusja (The Who)
- Pat Travers – gitara (kariera solowa)

## Dyskografia grupy Screaming Lord Sutch
- Lord Sutch and Heavy Friends (1970)
- Hands of Jack the Ripper (1972)
- Alive & Well (1982)
- Murder in the Graveyard (2003)